# Jordan Geist (atleta)
Jordan Geist (Butler, 21 de julio de 1998) es un deportista estadounidense que compite en atletismo, especialista en la prueba de lanzamiento de peso. En los Juegos Panamericanos obtuvo dos medallas, plata en 2019 y bronce en 2023.

## Palmarés internacional
| Juegos Panamericanos | Juegos Panamericanos | Juegos Panamericanos | Juegos Panamericanos |
| Año                  | Lugar                | Medalla              | Prueba               |
| -------------------- | -------------------- | -------------------- | -------------------- |
| 2019                 | Lima (Perú)          | Medalla de plata     | Peso                 |
| 2023                 | Santiago (Chile)     | Medalla de bronce    | Peso                 |